# Henry megye (Virginia)
Henry megye az Amerikai Egyesült Államokban, azon belül Virginia államban található. Megyeszékhelye Martinsville, legnagyobb városa Ridgeway. Lakosainak száma 50 948 fő (2020. április 1.). Henry megye Franklin, Pittsylvania, Rockingham, Stokes, Patrick és Martinsville megyékkel határos.

## Népesség
A megye népességének változása:
| Lakosok száma | 54 100 | 53 287 | 52 847 | 52 617 | 51 881 | 50 948 |
|               | 2010   | 2011   | 2012   | 2013   | 2015   | 2020   |